# Atharid
Atharid (4. století) byl jedním z gótských kunjů (regionálních náčelníků) v době vlády tervingského krále Athanaricha. Byl synem regionálního vládce Rothesteuse, který rovněž byl podřízený Athanarichovi. Atharid na příkaz Athanaricha sehrál vedoucí úlohu v pronásledování a usmrcení křesťanského světce svatého Sabbase v roce 372. Později se před Huny ukryl společně s Athanarichem do Caucalandu v Karpatech. Kmen vedený Atharidem žil podél řeky Marsius.